# Divina Pastora
Divina Pastora este un oraș în Sergipe (SE), Brazilia.